# Jan Nowodworski
Jan Nowodworski herbu Nałęcz (zm. przed 1638 rokiem) – kasztelan raciąski w 1630 roku, podkomorzy nurski w 1626 roku.
Syn Jurgiana z Nowego Dworu, żonaty z Barbarą Kretkowską.
Poseł na sejm 1625 roku z nieznanego sejmiku wielkopolskiego, poseł na sejm 1627 roku i sejm nadzwyczajny 1629 roku.  Poseł na sejm warszawski 1626 roku z ziemi różańskiej.